# Nikolai Iwanowitsch Suikow
Nikolai Iwanowitsch Suikow (russisch Николай Иванович Зуйков; * 23. Dezember 1900jul. / 5. Januar 1901greg. in Sankt Petersburg; † 3. September 1942) war ein sowjetischer Konteradmiral. Er kommandierte von November 1941 bis August 1942 die Kaspische Rotbanner-Offiziershochschule der Seestreitkräfte S.M. Kirow der Sowjetischen Seekriegsflotte in Baku.

## Leben
Suikow trat 1919 der Roten Armee bei und wurde im selben Jahr Mitglied der KPdSU. 1924 wechselte er zur Seekriegsflotte. Von Oktober 1928 bis September 1929 besuchte er die Militärpolitische Akademie und von Oktober 1929 bis April 1932 die Woroschilow-Seekriegsakademie. In den Jahren des Bürgerkrieges nahm er 1919 an Kämpfen gegen die Truppen der Generäle Bulak-Balachowitsch und Judenitsch um Gdow und Petrograd teil. Von 1919 bis 1921 fand er als Zugführer, Gehilfe des Kompaniechefs und Kommandeur einer Teilkompanie der Petrograder Verwaltung Verwendung. Anschließend war er Kommissar der 8. Abteilung der Tscheka im Petrograder Militärbezirk, Tscheka-Kompaniechef, Zugführer des 32. Schützenregiments, Kommandeur einer Wachkompanie und von 1921 bis Mai 1924 Adjutant des 47. Schützenregiments. Weitere Verwendungen erfolgten als Gehilfe des Kommandanten Kronstadts sowie Gehilfe des Regimentskommandeurs eines Wachbataillons. Von Mai 1924 bis Oktober 1928 diente er als Gehilfe des Stabschefs der Baltischen Flotte im Bereich Kommando, Mobilisierung und Instandsetzung.
Von Januar 1935 bis März 1938 arbeitete er als stellvertretender Chef und später Chef der 1. Abteilung im Generalstab der Roten Armee. Von Mai 1939 bis Oktober 1939 war er Chef einer Aufklärungseinheit und anschließend Chef der 1. Verwaltung im Marinevolkskommissariat der UdSSR. Auf Befehl Nr. 01981 des Marinevolkskommissariats der UdSSR vom 11. September 1941 wurde er von dieser Funktion entbunden und im Bereich Kommandoführung der Seekriegsflotte eingesetzt. Er besetzte auch zu Beginn des Großen Vaterländischen Krieges diese Position, arbeitete von September bis Dezember 1941 als stellvertretender Leiter der Hochschulverwaltung der Seekriegsflotte und bis August 1942 als Kommandeur der Kaspischen Seekriegsschule. 1941 wurde Suikow zum Konteradmiral ernannt.
Im Juli 1942 wurde er ins belagerte Leningrad entsandt, wo er den Posten des stellvertretenden Stabschefs der Baltischen Flotte übernahm. Am 3. September 1942 kam er im militärischen Einsatz ums Leben, als zwei Flugzeuge zusammenstießen. Er wurde in Leningrad auf dem Kommunistischen Platz des Alexander-Newski-Klosters bestattet.

## Auszeichnungen
- Jubiläumsmedaille „XX Jahre Rote Arbeiter-und-Bauern-Armee“ (1938)